# NGC 39
NGC 39 és una galàxia espiral a la constel·lació de l'Andròmeda.